# Flagermusfluer
Flagermusfluer (Nycteribiidae) er en familie af små fluer som snylter på flagermus. Der er omkring 250 arter over hele verden.

## Udseende
Flagermusfluer er eddekoppeagtige, 2-4 mm lange fluer uden vinger. Deres hoved er smalt, og de har enten meget små øjne eller slet ingen øjne. Brystet er typisk forvredet.

## Levevis
Flagermusfluer lever af blod fra flagermus. Flagermusfluens larver udvikles inde i hunnens bagkrop, hvor de lever af særlige kirtelsekreter. Pupperne anbringes på flagermusens sovepladser og klækkes når de mærker en flagermus.